# Bjelasica

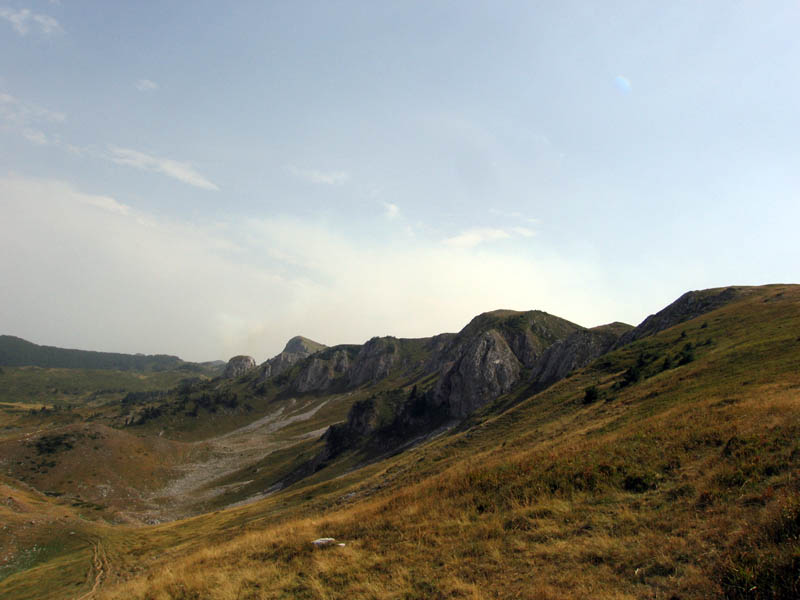
Sedlo nad jezerem Šiško jezero

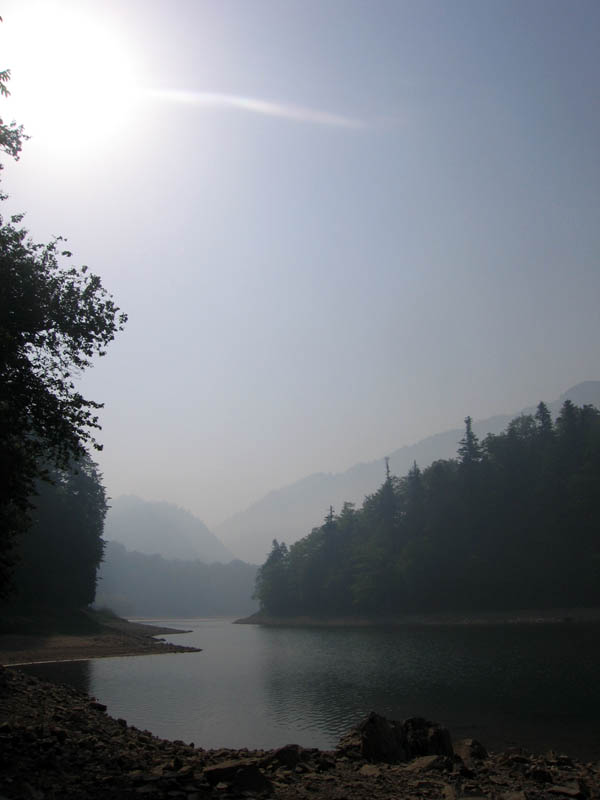
Biogradsko jezero

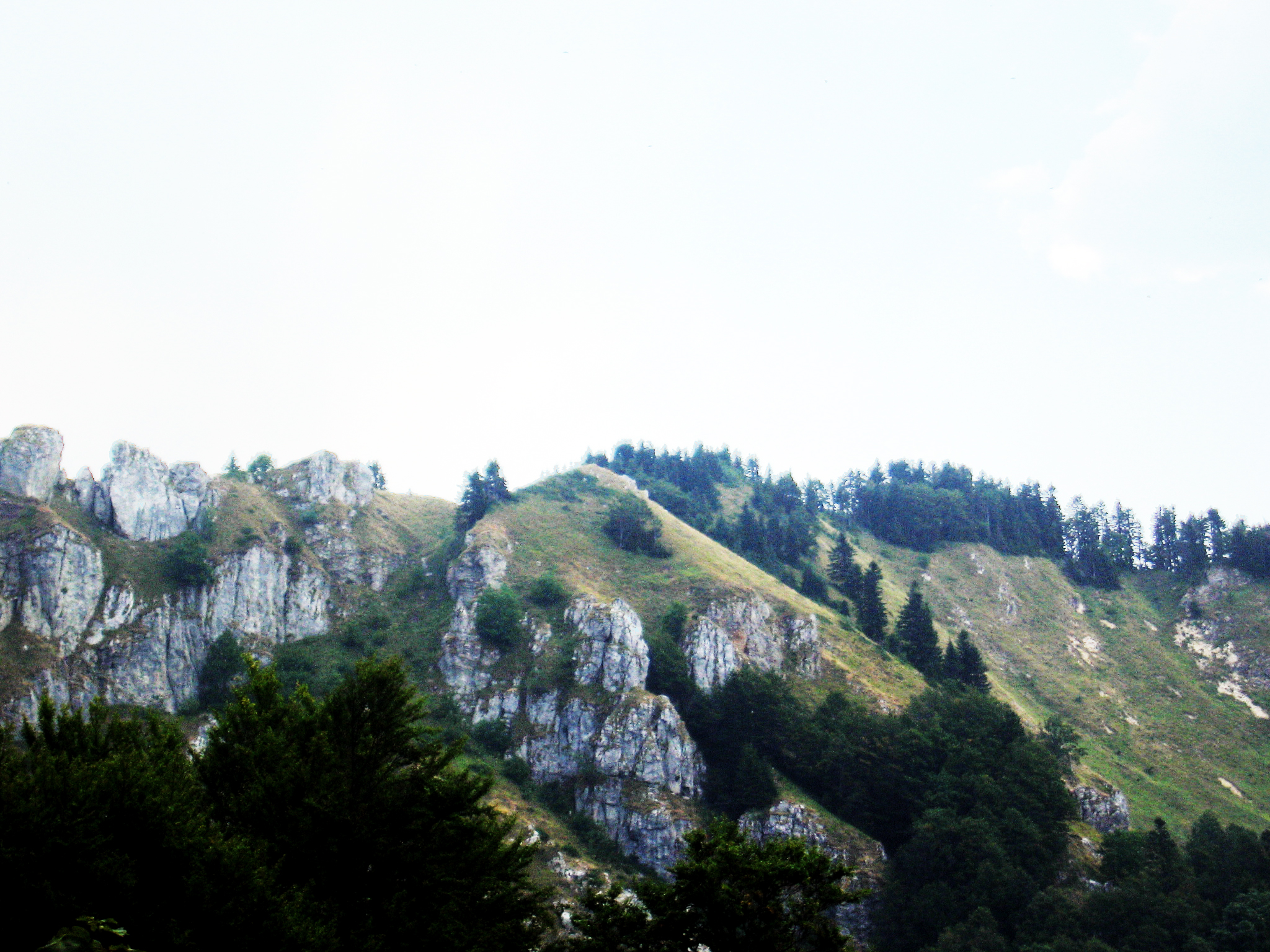
Vápencové stěny v masivu Bjelasice, národní park Biogradska Gora

Bjelasica je pohoří nacházející se v severní části Černé Hory. Patří mezi poměrně významné a turisticky navštěvované horstvo v zemi. Nejvyšším vrcholem je Crna glava (2139 m). Pohoří zasahuje na území 5 opštin (Kolašin, Mojkovac, Bijelo Polje, Berane, a Andrijevica) z celkových 21 v zemi.

## Poloha
Bjelasica je na západě oddělena od sousední Sinjajeviny údolím řeky Tara. Sever a východ území vymezují toky řek Lim, Lipešnica a Ravna. Od masivu Komovi dělí Bjelasicu silnice stoupající na silniční sedlo Trešnjevik a od vyššího pohoří Prokletije je masiv oddělen horním tokem řeky Lim.

## Geografie
V pohoří Bjelasica se nalézá 10 vrcholů vyšších 2000 m. Tři z nich se vypínají přímo nad jezerem Pesica Jezero.

### Vrcholy
| - Crna glava (2139 m) - Strmenica (2122 m) - Zekova Glava (2117 m) - Kosara (2079 m) - Troglava (2072 m) - Pesica Glava (2056 m) - Strmni Pad (2050 m) - Razvrsje (2033 m) | - Potrkovo (2009 m) - Crna Lokva (2008 m) - Strmenica (Ogorela glava, 1986 m) - Bjelogrivac (1970 m) - Kljuc (1930 m) - Turjak (1912 m) - Lisa (1872 m) - Mucnica (1809 m) |  |

### Jezera
- Biogradsko Jezero (1094 m) - plocha 44 ha, hloubka 12 m
- Pesica Jezero (1820 m) - plocha 3.74 ha, hloubka 8.4 m
- Uršulovačko Jezero (1895 m) - plocha 1.22 ha, hloubka 8.0 m
- Sisko Jezero (1660) - plocha 2.9 ha, hloubka 3.2 m
- Malo Šiško Jezero (1780 m) - plocha 0.62 ha, hloubka 1.7 m
- Malo Uršulovačko Jezero (1760 m) - plocha 0.5 ha, hloubka 2.2 m

## Geologie
Geologicky je pohoří poměrně složité, nemá tedy jednoznačnou stavbu jako další černohorské masivy. Dominantními prvky jsou zde dolomit a vápenec. Na mnoha místech se však přidávají břidlice, pískovce či slínovce a jiné sedimentární horniny.

## Příroda
Pohoří Bjelasica je bohaté na floru. Nachází se zde až 220 rostlinných druhů, z nichž některé jsou dokonce endemitní. Divoká zvěř zde má také hojné zastoupení. Medvěd zde není výjimkou, spíše naopak. Trochu vzácněji se zde vyskytuje vlk. V potocích a jezerech žije pstruh. Celé území je velmi bohatě zalesněné, na jaře plné rozkvetlých luk a čistých jezer. Významným ochranným prvkem pohoří je Národní park Biogradska Gora, který je nejstarším národním parkem v Černé Hoře. Jeho základy byly položeny už v roce 1872 králem Nikolou a je jde tak o nejstarší národní park v Evropě a druhý nejstarší na světě. Chrání především vzácný biotop nejzachovalejších pralesů v Evropě.

## Turismus
Přes pohoří probíhá dálková cesta Černohorská transverzála CT-1, a její přechod zde obvykle zabere tři dny. Hory jsou přístupné také autem. Cestami z Kolašinu či z Berane se dá dojet až k úpatí hor. Výchozím místem pro túry bývá Biogradsko Jezero, Mojkovac, Kolašin, sedlo Trešněvik. V posledních letech bylo v horách vyznačeno mnoho nových turistických a cyklistických tras a byly vydány velmi kvalitní nové mapy. Bjelasica je vyhlášená také mezi cyklisty, horolezci, lyžaři a snowboardisty.
V zimě je oblast mekkou zimních sportů. Středisko Jezerine (ski centar Kolašin) v pohoří Bjelasica se v posledních letech stalo největším zimním černohorským letoviskem (na druhém místě je středisko Savin Kuk v Durmitoru). Jedná se o oblíbené rekreační středisko s mnoha lyžařskými vleky a sjezdovkami jak pro začátečníky, tak pro profesionály. Lyžuje se například z vrcholu hory Cupovi (1830 m) nebo z vyššího vrcholu Kluc (1930 m).

### Chaty
V pohoří lze nalézt tři horské chaty:
- Dusan Bulatovic Dzambas - kapacita 40 lůžek
- Suvodol - kapacita 28 lůžek
- Bojista (1240 m) - kapacita 20 lůžek